# 布奧塔島
布奧塔岛（英語：Buota）是吉里巴斯的塔拉瓦環礁的其中一個小島。根據吉里巴斯官方於2015年的人口調查數據顯示：布奧塔岛的總人口為1756。布奧塔岛的海拔約11米。布奧塔位於北塔拉瓦的最南端。有一座橋將它連接到邦里基島和南塔拉瓦。